# Dominicaine (race de poule)
Pour les articles homonymes, voir Dominicaine.
La « dominicaine » est une race de poules domestiques.

## Description
C'est une volaille au tempérament vif, de grandeur moyenne, robuste et rustique, au port de hauteur moyenne et au plumage bien collé au corps. Elle supporte bien les hivers rigoureux. La dominicaine est une poule d'une grande valeur commerciale : on l'élève pour ses œufs et sa chair. Elle a été introduite en Europe à la fin du XIXe siècle. Elle est reconnue parmi les 108 races de poule du British Poultry Standard. 

### Origine
Originaire des États-Unis dans la région de la Nouvelle-Angleterre, elle fut introduite en Europe vers 1890.

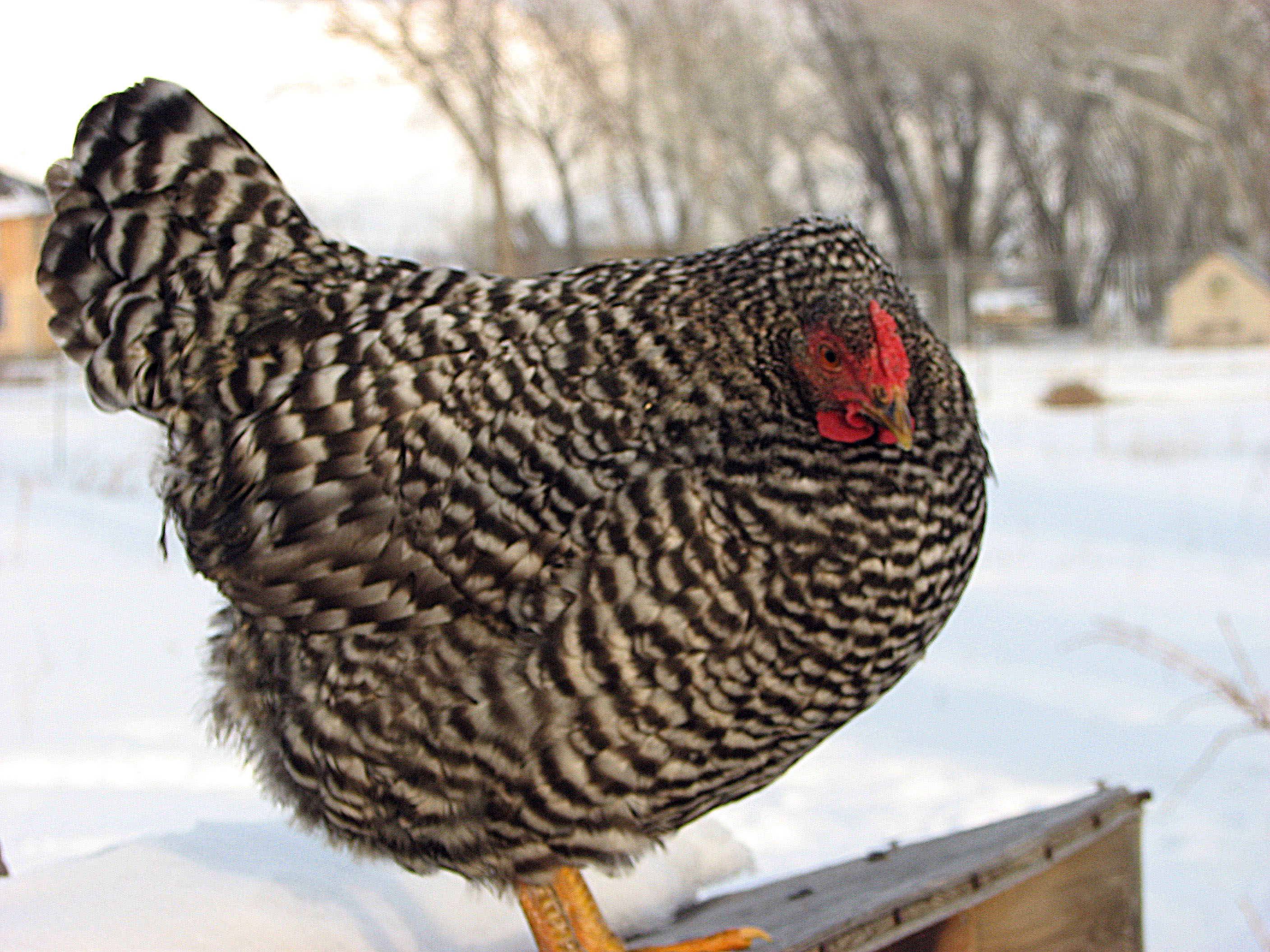
Poule Dominicaine grande race.

### Standardofficiel
- Crête : frisée
- Oreillons : rouges
- Couleur des yeux : rouge orangé
- Couleur de la peau : jaune
- Couleur des tarses : jaune
- Variétés de plumage : uniquement coucou.

Grande race :

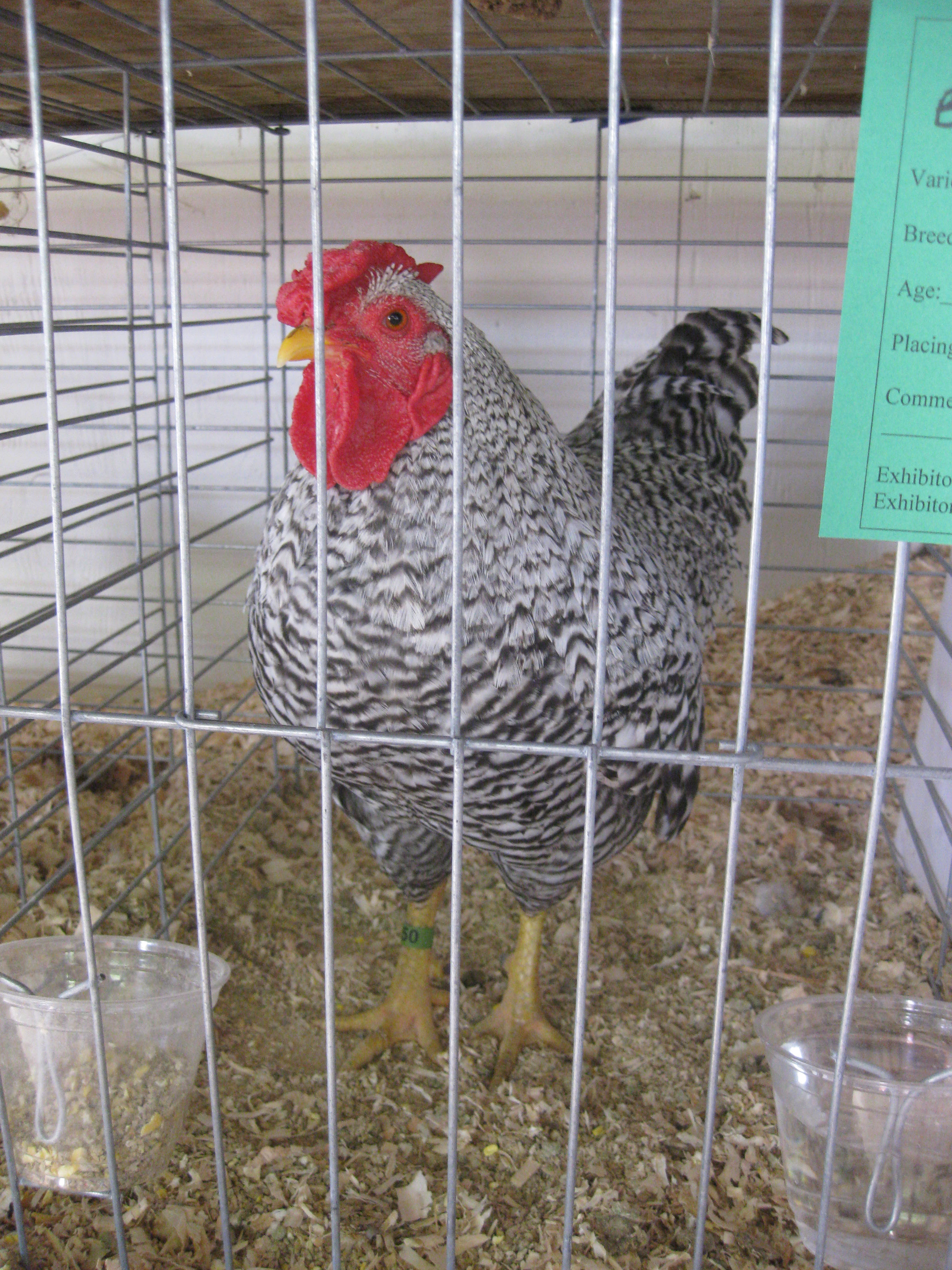
Coq Dominicaine nain.

- Masse idéale : Coq : 2 à 2,5 kg ; Poule : 1,8 à 2,3 kg
- Œufs à couver : 55 g, coquille brunâtre
- Diamètre des bagues : Coq : 20 mm ; Poule : 18 mm

Naine :
- Masse idéale : Coq : 900 g ; Poule : 700 g
- Œufs à couver : 35 g, coquille brunâtre
- Diamètre des bagues : Coq : 15 mm ; Poule : 13 mm

## Sources
- Le Standard officiel des volailles (Poules, oies, dindons, canards et pintades), édité par la Société centrale d'aviculture de France.